# Décès en 1097
Décès
- 1093
- 1094
- 1095
- 1096
- 1097
- 1098
- 1099
- 1100
- 1101

Cette page dresse une liste de personnalités mortes au cours de l'année 1097 :
- Janvier ou février : Odon de Conteville, demi-frère de Guillaume le Conquérant[1].
- 6 janvier : Odon de Bayeux, noble normand qui devient évêque de Bayeux puis l’un des hommes les plus riches et puissants de l’Angleterre nouvellement conquise.
- 17 janvier : Dalmace de Narbonne, prélat français.
- 20 février : Minamoto no Tsunenobu, poète et courtisan kuge japonais de la seconde moitié de l'époque de Heian.
- 28 février : Altwin, cardinal autrichien.
- 6 juin : Agnès d'Aquitaine, reine d'Aragon et de Navarre.
- 13 juin : Baudouin II de Gand, ou Baudouin d'Alost, dit le Gros ou le Grand, seigneur de Tronchiennes, d'Alost, chevalier de Gand, est un croisé flamand.
- 1er juillet : Guillaume de Hauteville, chevalier normand, et Geoffroy de Monte-Scabioso, chevalier français, à la bataille de Dorylée, lors de la Première croisade[2].
- 20 août : Alberto Azzo II d'Este, seigneur d’Este à l'origine de la maison D'Este.
- 6 novembre : Heonjong, 14e roi de Goryeo.

- Aleaume de Burgos, Aleaume ou Lesmes en espagnol, ou encore Adelhem ou Adelelme, saint de l’Église catholique.
- Arnulf III (en), archevêque de Milan.
- Baudouin II de Hainaut, seigneur de Beaumont (Hainaut).
- Renaud de Briey, chevalier croisé.
- Florine de Bourgogne, épouse de Sven le Croisé, elle devient femme croisée et ils meurent ensemble lors d'un voyage de la première croisade.
- Gozelo II (en), comte de Montaigu (en).
- Herman de Hauteville, prince normand d'Italie mort lors de la Première croisade.
- Hugues V du Maine, ou Ugo V, comte du Maine.
- In Druí Ua Cárthaigh (en), chef poète de Connacht.
- Ingimundr (en), représentant de Magnus III de Norvège, pour reprendre le contrôle du royaume des Îles.
- Marpa, Marpa Lotsawa Chokyi Lodro, maître laïc bouddhiste, qui a transmis la lignée Karma-kagyu d'Inde au Tibet.
- Hugues Maumouzet[3], seigneur italo-normand des Abruzzes, 2e ou 3e comte normand de Manoppello.
- Petar Svačić (en), roi de Croatie.
- Rainald d'Abingdon (en), abbé d'Abingdon.
- Renaud II de Bourgogne, comte de Bourgogne, de Mâcon, de Vienne et d'Oltingen.
- Sven le Croisé, croisé danois.
- Tadg mac Ruaidrí Ua Conchobair, roi de Connacht.

date incertaine
- 20 juin (1097 ou 1099) : Bérenger-Raimond II de Barcelone, comte de Barcelone mais aussi de Gérone, d'Osona, de Carcassonne et de Razès.

## Crédit d'auteurs
- Cet article est partiellement ou en totalité issu de l'article intitulé « 1097 » (voir la liste des auteurs).